# Associazione Calcio Palazzolo 1991-1992
Questa pagina raccoglie le informazioni riguardanti l'Associazione Calcio Palazzolo nelle competizioni ufficiali della stagione 1991-1992.

## Rosa
| N. |                   | Ruolo | Calciatore          |
| -- | ----------------- | ----- | ------------------- |
|    | Italia (bandiera) | D     | Paolo Aresi         |
|    | Italia (bandiera) | A     | Gianluigi Brambilla |
|    | Italia (bandiera) | P     | Pierluigi Brivio    |
|    | Italia (bandiera) | C     | Fabio Cavaletti     |
|    | Italia (bandiera) | C     | Roberto Crotti      |
|    | Italia (bandiera) | C     | Roberto Garbelli    |
|    | Italia (bandiera) |       | Giudice             |
|    | Italia (bandiera) | P     | Sergio Gualeni      |
|    | Italia (bandiera) | C     | Alessandro Imberti  |
|    | Italia (bandiera) | D     | Claudio Mascheretti |
|    | Italia (bandiera) | A     | Gabriele Messina    |

| N. |                   | Ruolo | Calciatore                   |
| -- | ----------------- | ----- | ---------------------------- |
|    | Italia (bandiera) | C     | Oscar Miglioli               |
|    | Italia (bandiera) | D     | Franco Morotti               |
|    | Italia (bandiera) | C     | Alessio Pala                 |
|    | Italia (bandiera) | C     | Ulisse Paleni                |
|    | Italia (bandiera) | D     | Fabio Paratici               |
|    | Italia (bandiera) | C     | Carlo Rossi                  |
|    | Italia (bandiera) | D     | Marco Rossi                  |
|    | Italia (bandiera) | A     | Andrea Tedeschi              |
|    | Italia (bandiera) | C     | Gianmaria Alessandro Tirloni |
|    | Italia (bandiera) | C     | Francesco Tolasi             |

## Risultati

### Campionato

#### Girone di andata
| 15 settembre 1991 1ª giornata | Spezia | 0 – 2 | Palazzolo |  |

| 22 settembre 1991 2ª giornata | Palazzolo | 1 – 0 | Carpi |  |

| 29 settembre 1991 3ª giornata | Chievo | 1 – 0 | Palazzolo |  |

| 6 ottobre 1991 4ª giornata | Palazzolo | 1 – 1 | Pro Sesto |  |

| 13 ottobre 1991 5ª giornata | Arezzo | 5 – 1 | Palazzolo |  |

| 20 ottobre 1991 6ª giornata | Palazzolo | 2 – 2 | Alessandria |  |

| 27 ottobre 1991 7ª giornata | Casale | 0 – 0 | Palazzolo |  |

| 10 novembre 1991 8ª giornata | Palazzolo | 0 – 0 | Triestina |  |

| 17 novembre 1991 9ª giornata | Pavia | 1 – 2 | Palazzolo |  |

| 24 novembre 1991 10ª giornata | Palazzolo | 0 – 0 | Vicenza |  |

| 1º dicembre 1991 11ª giornata | Empoli | 1 – 1 | Palazzolo |  |

| 8 dicembre 1991 12ª giornata | Palazzolo | 0 – 0 | Monza |  |

| 15 dicembre 1991 13ª giornata | SPAL | 0 – 0 | Palazzolo |  |

| 22 dicembre 1991 14ª giornata | Palazzolo | 0 – 0 | Baracca Lugo |  |

| 29 dicembre 1991 15ª giornata | Siena | 0 – 0 | Palazzolo |  |

| 12 gennaio 1992 16ª giornata | Palazzolo | 3 – 0 | Massese |  |

| 19 gennaio 1992 17ª giornata | Como | 2 – 1 | Palazzolo |  |

#### Girone di ritorno
| 26 gennaio 1992 18ª giornata | Palazzolo | 1 – 0 | Spezia |  |

| 9 febbraio 1992 19ª giornata | Carpi | 1 – 0 | Palazzolo |  |

| 16 febbraio 1992 20ª giornata | Palazzolo | 1 – 1 | Chievo |  |

| 23 febbraio 1992 21ª giornata | Pro Sesto | 1 – 1 | Palazzolo |  |

| 1º marzo 1992 22ª giornata | Palazzolo | 1 – 1 | Arezzo |  |

| 8 marzo 1992 23ª giornata | Alessandria | 2 – 2 | Palazzolo |  |

| 15 marzo 1992 24ª giornata | Palazzolo | 0 – 0 | Casale |  |

| 23 marzo 1992 25ª giornata | Triestina | 3 – 1 | Palazzolo |  |

| 5 aprile 1992 26ª giornata | Palazzolo | 1 – 1 | Pavia |  |

| 12 aprile 1992 27ª giornata | Vicenza | 0 – 0 | Palazzolo |  |

| 18 aprile 1992 28ª giornata | Palazzolo | 1 – 1 | Empoli |  |

| 26 aprile 1992 29ª giornata | Monza | 3 – 0 | Palazzolo |  |

| 3 maggio 1992 30ª giornata | Palazzolo | 1 – 1 | SPAL |  |

| 10 maggio 1992 31ª giornata | Baracca Lugo | 0 – 0 | Palazzolo |  |

| 17 maggio 1992 32ª giornata | Palazzolo | 2 – 2 | Siena |  |

| 24 maggio 1992 33ª giornata | Massese | 2 – 1 | Palazzolo |  |

| 31 maggio 1992 34ª giornata | Palazzolo | 2 – 2 | Como |  |